# Christian Hornemann
 Ikke at forveksle med kunstneren Christian Horneman
Christian Hornemann (1759 – 23. oktober 1793) var en dansk filosof, bror til Jens Wilken Hornemann.
Christian Hornemann blev født i Viborg, hvor hans fader, Jacob Utzon Hornemann, var præst. Han blev student 1778 og 1786 lærer for de kongelige pager. 1791 rejste han til Jena for at høre Karl Leonhard Reinholds filosofiske forelæsninger, og efter sin hjemkomst begyndte han selv en række forelæsninger over kantisk filosofi, der dog snart blev afbrudt ved hans tidlige død.
Hans filosofiske arbejder ordnedes af Johan Herman Spleth og udgaves (1795) som Hornemanns Efterladte filosofiske Skrifter med en fortale af Johan Frederik Vilhelm Schlegel og en karakteristik af forfatteren af Jens Bindesbøll, præst i Ledøje. Året efter udkom de i Altona i tysk oversættelse ved C.R. Boie og L.G. Sander og med en tilskrift af Reinhold. De indeholder 16 forelæsninger "over det spekulative Studiums Værd og Fortrinlighed", en fremstilling af begyndelsen af Kants Kritik der reinen Vernunft, samt nogle etiske, religionsfilosofiske og pædagogiske småstykker.
Hornemman var en elskværdig og dygtig natur, i meget ikke ulig Poul Martin Møller. Han var en begejstret dyrker af filosofi, matematik og musik, i filosofisk henseende en ivrig beundrer af Kant, hvis lære han ved sine forelæsninger egentlig var den første, der indførte i Danmark.
Hornemann ægtede 7. december 1792 Ulrikke Antoinette Schlegel.